# 索莱尚普隆
索莱尚普隆（法語：Saulx-lès-Champlon，法語發音：[so lɛ ʃɑ̃plɔ̃]，意为“尚普隆附近的索”）是法国默兹省的一个市镇，属于凡尔登区。

## 地理
索莱尚普隆（49°4'17"N, 5°39'15"E）面积7.81 平方千米，位于法国大東部大區默兹省，该省份为法国西北部内陆省份，北与比利时接壤，西接马恩省和阿登省，南至上马恩省和孚日省，东临默尔特-摩泽尔省。
与索莱尚普隆接壤的市镇（或旧市镇、城区）包括：孔布尔苏莱科特、瓦夫尔地区弗雷讷、埃尔伯维尔、瓦夫尔地区马谢维尔、里亚维尔、瓦夫尔地区圣伊莱尔、特雷索沃。

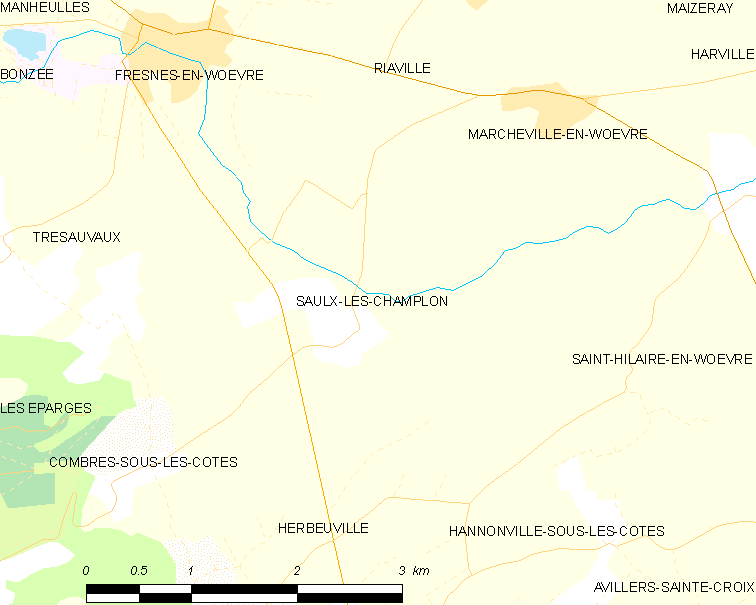
索莱尚普隆的OSM定位图

索莱尚普隆的时区为UTC+01:00、UTC+02:00（夏令时）。

## 行政
索莱尚普隆的邮政编码为55160，INSEE市镇编码为55473。

## 政治
索莱尚普隆所属的省级选区为埃坦县。

## 人口

1962-2008年间索莱尚普隆人口变化图示

索莱尚普隆于2022年1月1日时的人口数量为113人。